# Ernst Fredrik Werner Alexanderson

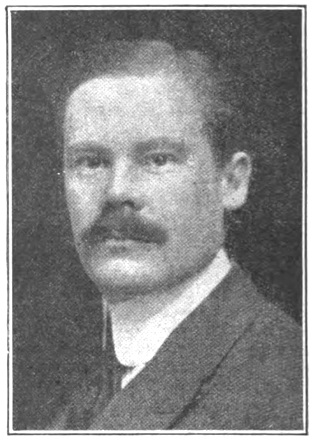
E. F. W. Alexanderson

Ernst Fredrik Werner Alexanderson (* 25. Januar 1878 in Uppsala; † 14. Mai 1975 in Schenectady, New York) war ein schwedisch-amerikanischer Elektroingenieur und Erfinder.
Durch Weiterentwicklung der ersten Maschinensender bei General Electric (GE) zum nach ihm benannten „Alexanderson-Alternator“, brachte er die Funktechnik entscheidend voran und ermöglichte Reginald Fessenden im Jahr 1906 die Ausstrahlung der ersten Hörfunksendung. Neben zahlreichen Beiträgen zur Entwicklung des Radios beteiligte er sich ab den späten 1920er bis in die 1950er Jahre bei der Radio Corporation of America (RCA) als Pionier auch an der Entwicklung der drahtlosen Bildübertragung vom Fax bis zum Farbfernsehen. Zu seinen weiteren Erfindungen zählt der unter der Markenbezeichnung „Amplidyne“ bei GE produzierte elektromotorische Verstärker, der während des Zweiten Weltkriegs vor allem zur Steuerung von Flugabwehrkanonen eingesetzt wurde.

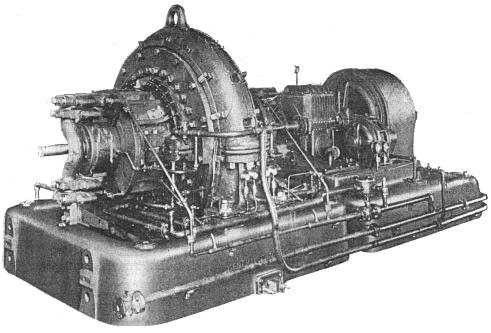
Alexanderson-Alternator, 200-kW-Ausführung aus dem Jahr 1918, für die United States Navy in New Brunswick

## Leben und Karriere

### Ausbildung und Berufseinstieg
Alexanderson war der Sohn von Aron Martin Alexanderson (1841–1930), einem Professor für klassische Sprachen an der Universität Uppsala und seiner Frau Amelie Charlotta Margareta geb. Heidenstamm. Seinem früh entdeckten Interesse folgend, studierte er elektrisches und mechanisches Ingenieurwesen an der Universität Lund und an der Technischen Hochschule Stockholm. Nach seinem Studienabschluss promovierte Alexanderson etwa ein Jahr bei Adolf Slaby an der Technischen Hochschule Charlottenburg.
Während seiner Zeit in Berlin las Alexanderson das Buch Theory and calculation of alternating current phenomena von Charles P. Steinmetz und war davon so begeistert, dass er im Jahr 1901, nach Abschluss seiner Promotion, beschloss, in die Vereinigten Staaten auszuwandern und sich bei Steinmetz in Schenectady um eine Anstellung zu bewerben. Kurz nach seiner Ankunft in den Staaten besuchte Alexanderson zunächst Thomas Alva Edisons Forschungseinrichtung in Menlo Park. Er gewann jedoch den Eindruck, nach den großen Tagen unbeschränkten Forschens habe dort ein autokratisches System Einzug gehalten, und zog deshalb seine Bewerbung bei der Edison Company zurück.
Alexanderson übernahm zunächst eine Stelle als technischer Zeichner bei der C & C Electrical Company in New Jersey, bemühte sich aber weiter um eine Anstellung bei großen Unternehmen, vor allem Westinghouse und General Electric (GE). Im Dezember 1901 traf er sich mit Steinmetz und seinem Assistenten Ernst Julius Berg. Berg war etwa acht Jahre zuvor ebenfalls aus Schweden eingewandert. Auf Empfehlung von Steinmetz nahm General Electric Alexanderson ab Februar 1902 als technischen Zeichner unter Vertrag. Daneben ließ man ihn verschiedene Fortbildungskurse besuchen, bevor er 1904 zum Ingenieur aufrücken durfte. Seine erste Patentidee im Oktober 1902 betraf ein Relais zum Schutz vor Kurzschlüssen in der Produktion. Dadurch konnte GE auf die bis dahin erforderlichen Schutz- und Messgeräte zwischen den Arbeitsstationen verzichten und sparte so viel Geld. Quellen berichten, Alexanderson sei sich seines Werts bewusst und sehr ehrgeizig gewesen. Seine Arbeit als Zeichner habe ihn gelangweilt und er sei mit dem Gehalt sehr unzufrieden gewesen. Bei jeder sich bietenden Gelegenheit habe er versucht, sich beruflich zu verbessern oder eine Gehaltserhöhung auszuhandeln. Auf dem Weg zum zweiten Patent, diesmal zur Verbesserung eines Wechselstrom-Motors, erkannte Steinmetz bei der Durchsicht ein Design-Problem. GE brach sofort alle Vorbereitungen zum Patentantrag ab. Als Alexanderson eine Lösung für das Problem gefunden hatte, schwieg er zunächst gegenüber seinem Arbeitgeber und versuchte durch Verkauf an ein anderes Unternehmen mehr Gewinn für sich herauszuschlagen.

### Alexanderson-Alternator
Während dieser Zeit arbeitete man bei General Electric im Auftrag von Reginald Fessenden an der Konstruktion eines Langwellensenders, der um ein Vielfaches stärker sein sollte als alle bisher existierenden. Nach dem damaligen Stand der Technik handelte es sich um einen Maschinensender bzw. Alternator mit einem Hochfrequenz-Generator oder Dynamo als Kernstück. Auf einer Metallscheibe angeordnete Pole, von einem Motor auf hohe Umdrehungszahl gebracht, erzeugten eine Wechselspannung, die dann direkt in einen Antennenkreis gespeist wurde. Die in den großen und schweren Maschinen auftretenden Kräfte auch bei extrem hohen Drehzahlen unter Kontrolle zu halten, stellte die Ingenieure vor einige Herausforderungen. Steinmetz lieferte 1903 eine erste Version, mit der sich eine Trägerfrequenz von 10 kHz erreichen ließ. Sie erwies sich bei Funk-Experimenten von Fessenden aber als zu schwach. Mit der Konstruktion eines schnelleren und stärkeren Nachfolgers wurde schließlich Alexanderson beauftragt. Nach zwei Jahren Arbeit an mehreren Modellen konnte Alexanderson im August 1906 seinen verbesserten Alternator für Trägerfrequenzen bis zu 50 kHz vorstellen, der daraufhin in Fessendens Funkstation in Brant Rock, Massachusetts installiert wurde. Mit diesem später als Alexanderson-Alternator bezeichneten Sendertyp gelang Fessenden am Weihnachtsabend desselben Jahres die Ausstrahlung der weltweit ersten Hörfunksendung.
Ab 1907 unterstützte Alexanderson auch die AT&T beim Bau von Sendeanlagen und konnte bis 1908 die Drehzahl seiner Generatoren auf etwa 20.000 Umdrehungen pro Minute für Trägerfrequenzen von 100 kHz erhöhen. Quasi als Nebenprodukt auf dem Weg zu dieser Steigerung entwickelte er eine empirische Formel für den Luftreibungsverlust rotierender Scheiben. Ab 1911 war ein zuverlässiger Transatlantik-Funkverkehr möglich. 1917 baute Alexanderson eine 200-kW-Maschine für die United States Navy in New Brunswick, New Jersey. Zur Betriebsaufnahme dieses Alexanderson-Alternators am 20. Oktober 1918 übermittelte Präsident Woodrow Wilson ein Ultimatum an das Deutsche Reich, das den Ersten Weltkrieg beendete. Nur etwa vier Jahre zuvor hatten Wilson und der deutsche Kaiser über den Goldschmidt-Alternator der deutschen Hochfrequenzmaschinen-Aktiengesellschaft für drahtlose Telegraphie (HOMAG) zwischen der Versuchsstation in Tuckerton, New Jersey und dem Überseesender Eilvese noch telegraphische Grußbotschaften ausgetauscht.
Nach Ende des Ersten Weltkriegs nahm die britisch kontrollierte Marconi's Wireless Telegraph Company ihren bereits im Jahr 1915 begonnenen Versuch wieder auf, mit GE über den Erwerb von Exklusivrechten am Alexanderson-Alternator zu verhandeln. Da die US-Regierung fürchtete, diese Schlüsseltechnologie an ein ausländisches Militär zu verlieren, kam es zur Gründung der Radio Corporation of America (RCA), mit der die reorganisierte amerikanische Marconi-Tochter American Marconi Wireless Corporation verschmolzen wurde. Eine Kontroll-Mehrheit der Anteile am neuen Unternehmen erhielt General Electric, die ihre Funk- und Radiotechnik und Alexanderson als Chefingenieur einbrachte. Zwischen 1919 und 1924 teilte Alexanderson seine Arbeitszeit zwischen GE und RCA. Neben der Tätigkeit in seinem Labor in Schenectady unternahm er zahlreiche Dienstreisen, um persönlich den Aufbau von Radiostationen auf Long Island und Hawaii, in Kalifornien, England, Polen und Schweden zu beaufsichtigen. Als in den 20er Jahren die Erfindung der Elektronenröhre den Bau von Sendern mit höheren Frequenzen und besserer Sendeleistung ermöglichte, verloren die Maschinensender schnell an Bedeutung. Die letzte heute noch funktionsfähige Sendeanlage dieser Art gehört zum schwedischen Längstwellensender Grimeton nahe Varberg. Sie gilt als Musterbeispiel der frühen Rundfunktechnik und ist seit 2004 UNESCO-Weltkulturerbe.

### Fernsehtechnik und Fax
Am 29. November 1924 gelang Richard H. Ranger, einem Ingenieur bei RCA, die erste drahtlose Fax-Übertragung einer Fotografie über den Atlantik. Er übermittelte ein Bild des damaligen Präsidenten Calvin Coolidge nach London. Am 5. Juni dieses Jahres hatte Alexanderson bereits erfolgreich eine handschriftliche Notiz drahtlos an seinen Vater nach Schweden übermittelt. In der Folgezeit konzentrierte sich Alexanderson zunehmend auf die Verbesserung der Technik zur drahtlosen Bildübertragung. Er erkannte früh die Möglichkeit, daraus ein Verfahren zur Übertragung auch bewegter Bilder zu entwickeln und leistete entscheidende Beiträge zur Geschichte des Fernsehens. 1927 gelang ihm eine erste Übertragung: Das von seinem Büro aus gesendete Signal empfing er bei sich Zuhause in 1132 Adams Road, Schenectady. Alexandersons System wies eine Reihe von Besonderheiten auf:
- Die Helligkeitswerte wurden nicht durch Modulation, sondern durch Signaldauer übertragen, wodurch der Einfluss atmosphärischer Störungen sowie von Fading vermindert werden sollte.
- Die Abtastung erfolgte durch ein Rad mit Spiegelkranz (mit 24 Spiegeln),[8] das einen Lichtstrahl reflektierte. Die Neigungswinkel aufeinanderfolgenden Spiegel unterscheiden sich hierbei geringfügig. Dieses Spiegelrad ging auf eine Idee von Lazare Weiller zurück.[9] Zuvor war die Verwendung der von Paul Nipkow entwickelten Nipkow-Scheibe üblich.
- Zur Erhöhung der Beleuchtungsstärke verwendete er aufnahmeseitig sieben Leuchtpunkte und sieben Photozellen.

In Ermangelung etablierter Bezeichnungen sprach man damals teilweise von drahtlosem Fernkino, drahtloser Filmübertragung bzw. von einem radio-kinematographischen Projektionsapparat. Die ersten übertragenen Bilder zeigten Alexanderson bei einer Besprechung mit Freunden.
Am 7. April 1927 fand die erste öffentliche Vorführung einer Fernsehübertragung nach Alexandersons System statt: Herbert Hoover (damals Handelsminister) sprach von Washington aus mit dem Präsidenten der Telefongesellschaft in New York (Distanz 200 Meilen).

„Im Laboratorium der American Telephone and Telegraph Company waren 60 geladene Gäste versammelt, die vermittels eines Lautprechers Mr. Hoove [sic!] in Washington hörten und den Sprechenden gleichzeitig auch auf einer Projektionsleinwand während des ganzen Verlaufes seiner Rede in allen seinen Bewegungen sehen konnten. Auf einem großen Projektionsschirm nach Art der in den Kinotheatern verwendeten, sah man deutlich, wie sich Lippen und Augen des Sprechenden bewegten, wie er die Blätter des vor ihm am Rednerpult liegenden Manuskripts umwendete und einzelne Phasen der Rede waren in den Bildern deutlich erkennbar. Nach der Rede konnten auch verschiedene Anwesende private Telephongespräche mit Washington führen und die Bilder des Sprechenden, ja sogar des verbindenden Telephonfräuleins ebenfalls mit wunderbarer Genauigkeit wahrnehmen.“

Während er sich den Ruhm als Erfinder des Fernsehens mit zahlreichen anderen Forschern teilen muss, die ebenfalls entscheidende und zum Teil aufsehenerregendere Beiträge geleistet haben, ging er so unbestritten als erster Fernsehzuschauer mit Heimempfang in die Geschichte ein. Ein verbessertes Nachfolgemodell demonstrierte er öffentlich im Proctor's Theater in Schenectady und sendete im Jahr 1928 mit seinen Mitarbeitern experimentelle TV-Bilder mit zunehmender Reichweite.
Ein weiterer Beitrag Alexandersons zur Entwicklung des Fax ermöglichte ab 1931 die tägliche Ausstrahlung einer Zeitung mit Blattseiten von 21 × 22½ cm über Funk. Der Sender befand sich in Schenectady, die Empfänger wurden Carbon Facsimile genannt (wobei schon eine Urform des Begriffs Fax auftaucht) und konnten die übertragenen Seiten auf Papier ausdrucken. Es gab drei solche Empfänger: einer im Labor des Erfinders, die anderen beiden auf den Transatlantikschiffen Amerika und Minnehaha.
Im Rahmen einer Neuordnung der Telekommunikation in den USA gegen Ende der 1920er Jahre erhob das Justizministerium der Vereinigten Staaten Kartellrechtsklage gegen AT&T, GE und Westinghouse. In einem Vergleich im Jahr 1932 verpflichteten sich die Unternehmen, ihre Beteiligung an RCA aufzugeben. Für eine Übergangszeit von zweieinhalb Jahren mussten sie außerdem darauf verzichten, im Bereich der auf RCA übertragenen Funk- und Radiopatente mit ihr zu konkurrieren. Alexanderson wendete sich mehrfach an David Sarnoff, seit 1930 Präsident der RCA, um dessen Unterstützung zur weiteren Finanzierung der TV-Forschung bei GE zu erhalten. Seine Bemühungen blieben aber ohne Erfolg. Sarnoff setzte auf Vladimir Zworykin und Alexanderson musste seine Arbeiten auf diesem Gebiet vorläufig einstellen.

### Weitere Erfindungen
Um 1929 erfand Alexanderson einen Radio-Echo-Altimeter, einen nach dem Prinzip des Radars arbeitenden Höhenmesser für Flugzeuge. Es konnte jedoch nicht die genaue Höhe, sondern nur die Größenordnung (50, 100 bzw. 250 m durch Aufleuchten einer roten, gelben oder grünen Lampe) angezeigt werden.
Eine weitere seiner Erfindungen war ein unter der Markenbezeichnung „Amplidyne“ von GE produzierter elektromotorischer Verstärker, der zunächst zur Automatisierung in der Produktion, während des Zweiten Weltkriegs aber vor allem zur Steuerung von Flugabwehrgeschützen eingesetzt wurde. Daneben erhielt Alexanderson Patente auf technische Verbesserungen zur Einstellung der Empfangsfrequenz bei Radiogeräten und zur Antennentechnik, aber auch für Schiffsantriebe, Elektromotoren und elektrische Eisenbahnen.
Alexanderson blieb bis ins hohe Alter aktiv und arbeitete noch bis 1948 für GE. Noch bis 1952 beschäftigte er sich als Berater der Radio Corporation of America (RCA) mit der Entwicklung des Farbfernsehens.

## Privatleben
1908 erhielt Alexanderson die US-amerikanische Staatsbürgerschaft. Am 20. Februar 1909 heiratete er seine erste Frau Edith B. Lewin (* 1880). Sie brachte im dritten Ehejahr die Tochter Edith zur Welt, starb aber bereits am 26. April 1912.
Am 30. März 1914 ging Alexanderson mit Gertrude Robart (* 1882) eine zweite Ehe ein, aus der die beiden Töchter Amelie und Gertrude sowie sein Sohn Verner hervorgingen. Im Jahr 1923, im Alter von sechs Jahren, wurde Verner Opfer einer Entführung. Über den Sender der GE in Schenectady verbreitete Alexanderson seine Personenbeschreibung. Das Kind wurde nach sechs Tagen in einem Anglercamp am Indian River im Bundesstaat New York gefunden. Die Kidnapper konnten später gefasst werden, der Haupttäter wurde zu zehn Jahren Gefängnis verurteilt. Bei der Entführung des Lindbergh-Babys etwa neun Jahre später schrieb Alexandersons Frau an Anne Morrow Lindbergh, sie solle nicht verzweifeln und dürfe nicht die Hoffnung verlieren, ihr Baby wieder zurückzuerhalten. Anfang des Jahres 1948 verstarb auch Alexandersons zweite Frau.
Im Juni 1949, im Alter von 71 Jahren, heiratete er Thyra Oxehufwud. Mit seiner dritten Frau, die drei Kinder aus einer früheren Ehe hatte, lebte er noch 26 Jahre zusammen, bis er im Alter von 97 Jahren am 14. Mai 1975 starb.
Seit den 1930er Jahren entwickelte er am Lake George eine zunehmende Liebe zum Segeln. Er besaß mehrere Boote, war Gründungsmitglied des Lake George Yacht Club und segelte auch in die Karibik zu den Westindischen Inseln. Bereits zu dieser Zeit begann sich aber sein Gehör zu verschlechtern, so dass er später auf ein Hörgerät angewiesen war. Im hohen Alter war „Alex“, wie er von Freunden und Bekannten genannt wurde, so gut wie taub. Aus seinem Umfeld hieß es, dass sein ungeschickter Umgang mit der Hörhilfe eine Unterhaltung mit ihm zusätzlich erschwert habe.

## Werk und Auszeichnungen
Insgesamt 344 Patente tragen seinen Namen, das letzte wurde 1973 beim US-Patentamt eingetragen, als er bereits 94 Jahre alt war. Er war Präsident des American Institute of Electrical Engineers, Mitglied der Königlich Schwedischen Akademie der Wissenschaften und der Königlich Schwedischen Akademie der Ingenieurwissenschaften. Außerdem erhielt er zahlreiche Ehrendoktorate und Medaillen:
- 1919 IEEE Medal of Honor[22]
- 1924 Orden Polonia Restituta
- 1925 Ritter des Nordstern-Orden
- 1938 Ehrendoktorwürde Universität Uppsala
- 1944 IEEE Edison Medal[23]
- 1947 Valdemar Poulsen Gold Medal der dänischen Akademie für technische Wissenschaften (Akademiet for de Tekniske Videnskaber)
- 1948 Ehrendoktorwürde Königliche Technische Hochschule (KTH)
- 1983 wurde er posthum in die National Inventors Hall of Fame und 2002 auch in die Consumer Electronics Hall of Fame eingeführt